# مری پروونسیه
مری پروونسیه (فرانسوی: Marie Prouvensier‎؛ زادهٔ ۹ فوریهٔ ۱۹۹۴) بازیکن هندبال زن اهل فرانسه است.